# SP-23
A SP-23 é uma rodovia transversal do estado de São Paulo, administrada pelo Departamento de Estradas de Rodagem do Estado de São Paulo (DER-SP).

## Denominações
Recebe as seguintes denominações em seu trajeto:
	Nome:		Luiz Salomão Chamma, Prefeito, Rodovia
- De – até:	 Mairiporã – Franco da Rocha
- Legislação: LEI 9.393 DE 16/10/96

## Descrição
Principais pontos de passagem: SP 332 - Franco da Rocha - Mairiporã - BR-381

## Características

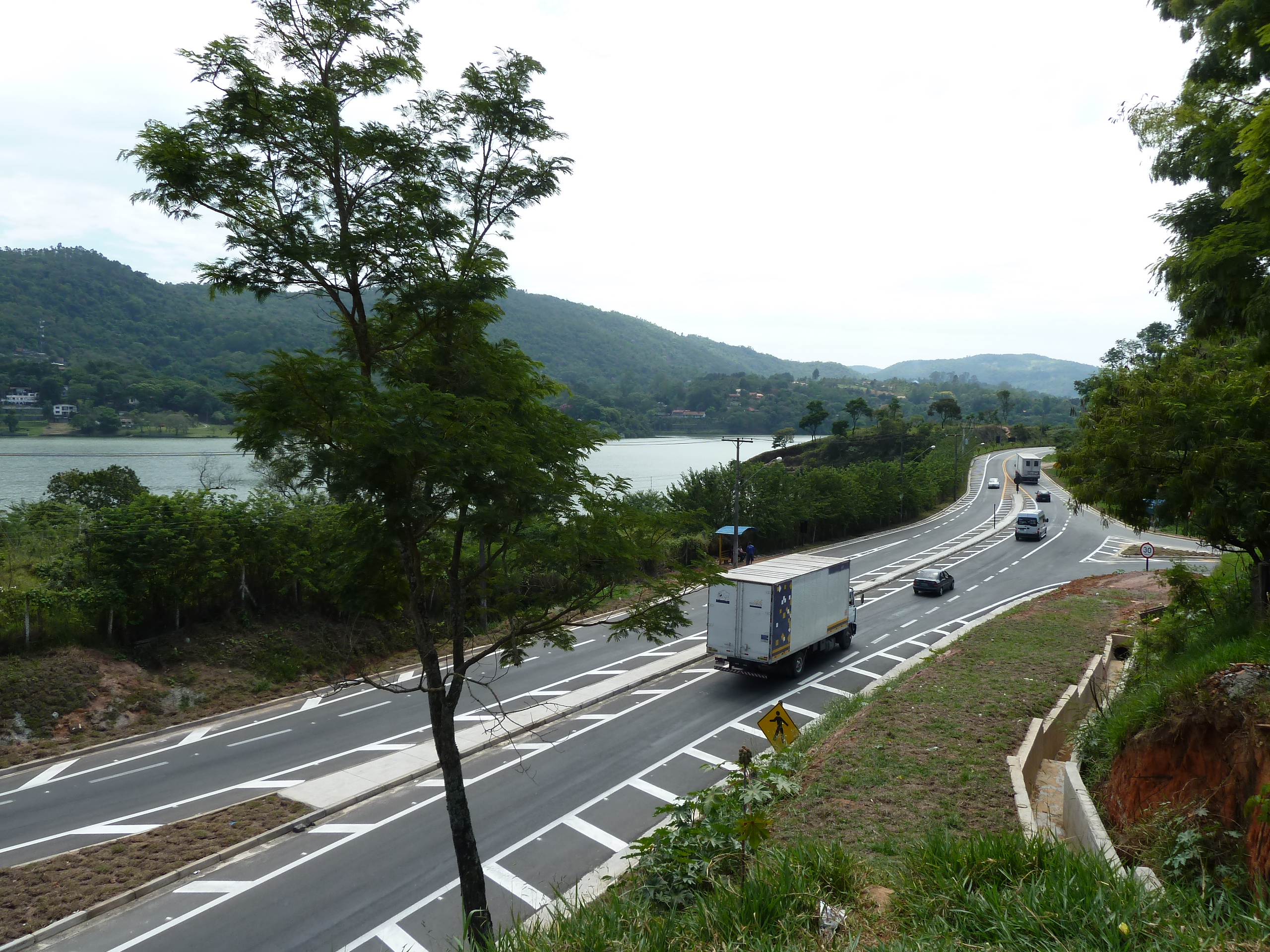
Trecho da SP-23 em Mairiporã.

### Extensão
- Km Inicial: 37,200
- Km Final: 56,520

### Municípios atendidos
- Franco da Rocha
- Mairiporã